# Vladimir Guzelj
Vladimir Jožef Guzelj, slovenski zdravnik in kirurg, * 19. marec 1898, Škofja Loka, † 6. oktober 1987, Ljubljana.

## Življenje in delo
Rodil se je očetu posestniku in tovarnarju Jožefu ter materi Alojziji (rojena Juvan).
Študiral je v Zagrebu. Diplomiral je leta 1924 na Medicinski fakulteti na Dunaju. Specializacijo je opravil v Ljubljani. Izpopolnjeval se je v Berlinu, na Dunaju in v Münchnu. Leta 1933 je v Ljubljani postal primarij.
Od leta 1940 dalje je vodil 2. kirurški oddelek kirurške klinike v Ljubljani. Po konfinaciji B. Lavriča leta 1943 pa je prevzel vodenje celotne kirurške klinike v Ljubljani. Pred drugo svetovno vojno se je posvečal predvsem abdominalni kirurgiji in patologiji ter kirurgiji ščitnice. Po drugi vojni je na Medicinski fakulteti v Ljubljani postal najprej izredni profesor, od leta 1962-1968 pa je bil njen redni profesor za splošno kirurgijo. Uvedel je predavanja iz anesteziologije. Zanimal se je tudi za transfuziologijo.
Leta 1952 je prvi v Sloveniji operiral bolnika z insulinomom (benigni tumor insulinskih celic pankreasa, ki lahko povzroči hipoglikemijo).